# Olympische Sommerspiele 1988/Teilnehmer (Barbados)
| Gelbes Symbol für Goldmedaillen mit stilisierten Olympischen Ringen | Graues Symbol für Silbermedaillen mit stilisierten Olympischen Ringen | Braundes Symbol für Bronzemedaillen mit stilisierten Olympischen Ringen |
| ------------------------------------------------------------------- | --------------------------------------------------------------------- | ----------------------------------------------------------------------- |
| —                                                                   | —                                                                     | —                                                                       |

Barbados nahm an den Olympischen Sommerspielen 1988 in Seoul, Südkorea, mit einer Delegation von 17 Sportlern (16 Männer und eine Frau) teil.

## Teilnehmer nach Sportarten

### Boxen
- Sean Knight
Leichtgewicht: 17. Platz

- Gregory Griffith
Weltergewicht: 17. Platz

### Judo
- James Waithe
Mittelgewicht: 19. Platz

### Leichtathletik
- Henrico Atkins
100 Meter: Vorläufe
200 Meter: Vorläufe

- Elvis Forde
400 Meter: Viertelfinale
4 × 400 Meter: Halbfinale

- Richard Louis
400 Meter: Vorläufe
4 × 400 Meter: Halbfinale

- Seibert Straughn
400 Meter: Vorläufe
4 × 400 Meter: Halbfinale

- Allan Ince
400 Meter Hürden: Vorläufe
4 × 400 Meter: Halbfinale

- Yolande Straughn
Frauen, 200 Meter: Vorläufe
Frauen, 400 Meter: Viertelfinale

### Radsport
- Vincent Lynch
Sprint: 2. Runde

- Roderick Chase
1000 Meter Zeitfahren: 24. Platz
Punktefahren: DNF

### Schwimmen
- Paul Yelle
50 Meter Freistil: 49. Platz
100 Meter Freistil: 61. Platz
100 Meter Schmetterling: 34. Platz

### Segeln
- Brian Talma
Windsurfen: 33. Platz

- Shane Atwell
Finn-Dinghy: 28. Platz

- Howard Palmer
Star: 14. Platz

- Michael Green
Star: 14. Platz

### Wasserspringen
- Christopher Honey
Kunstspringen: 33. Platz in der Qualifikation